# Gdy budzą się demony
Gdy budzą się demony (ang. There Be Dragons) – hiszpańsko-argentyńsko-amerykański dramat biograficzny z 2011 roku w reżyserii Rolanda Joffé. Film miał swoją premierę 12 lutego 2011 roku podczas 61. MFF w Berlinie. Hiszpańska premiera miała miejsce 25 marca 2011.

## W Polsce
W Polsce projekcja kinowa filmu była odkładana wielokrotnie, aż do jej ostatecznego odwołania przed zapowiadaną na 15 czerwca 2012 premierą, o czym, jak zapewnił dystrybutor Monolith Films, zdecydowały kwestie biznesowe.
Film jednak trafił na ekrany polskich kin, dzięki firmie dystrybucyjnej KONDRAT-MEDIA; jego premiera odbyła się 28 maja 2014 r. Obrazem wybitnego reżysera i niezwykłą tematyką filmu udało się zainteresować prawie 100 kin w całej Polsce.
W charakterze powracającego motywu muzycznego wykorzystano orkiestrowy wstęp do drugiej części III Symfonii Henryka Mikołaja Góreckiego.

## O filmie
Odtwórcą roli ks. Josemarii jest Charlie Cox. Dystrybucją filmu zajmuje się firma Sony Pictures Entertainment.
Zdjęcia do filmu rozpoczęły się w czerwcu 2009, w Argentynie, a potem były kontynuowane w Hiszpanii (Sepúlveda). Część zdjęć była kręcona w Luján w Argentynie.

## Fabuła
Fabuła osadzona jest w realiach hiszpańskiej wojny domowej (1936–1939). Młody dziennikarz, którego stosunki z umierającym obecnie ojcem układały się fatalnie, bada przeszłość jednego z przyjaciół jego ojca. Tym przyjacielem okazuje się być Josemaría Escrivá, założyciel Opus Dei, kanonizowany przez Jana Pawła II w 2002 r.

## Obsada
- Charlie Cox jako Josemaría
- Wes Bentley jako Manolo
- Dougray Scott jako Robert
- Unax Ugalde jako Pedro
- Olga Kurylenko jako Ildiko
- Pablo Lapadula jako Isidoro
- Golshifteh Farahani jako Leila
- Rusty Lemorande jako ojciec Lazaro
- Ana Torrent jako Dolores
- Alfonso Bassave jako Jiménez
- Jordi Mollà jako José
- Rodrigo Santoro jako Oriol
- Geraldine Chaplin jako Abileyza
- Charles Dance jako Solano
- Dolores Reynals jako Carmen